# International Superhits!
International Superhits! is het achtste album van de punkrock-band Green Day. Het is een verzamelalbum uit 2001 met de beste hits van de groep en daarnaast twee nummers die nooit eerder waren uitgebracht. Het album ging vergezeld met een dvd die dezelfde titels bevatte en waarop de videoclips van de nummers staan.

## Nummers
1. Maria
2. Poprocks & Coke
3. Longview
4. Welcome to Paradise
5. Basket Case
6. When I Come Around
7. She
8. J.A.R.
9. Geek Stink Breath
10. Brain Stew
11. Jaded
12. Walking Contradiction
13. Stuck with Me
14. Hitchin' a Ride
15. Good Riddance (Time of Your Life)
16. Redundant
17. Nice Guys Finish Last
18. Minority
19. Warning
20. Waiting
21. Macy's Day Parade

## Afkomst van de nummers
- Track 1 was de B-kant van de single Warning
- Track 2 was nog niet eerder uitgebracht
- Tracks 3 t/m 7 komen van Dookie
- Track 8 komt van de soundtrack van de film Angus
- Tracks 9 t/m 13 komen van Insomniac
- Tracks 14 t/m 17 komen van Nimrod
- Tracks 18 t/m 21 komen van Warning(album)